# BTK

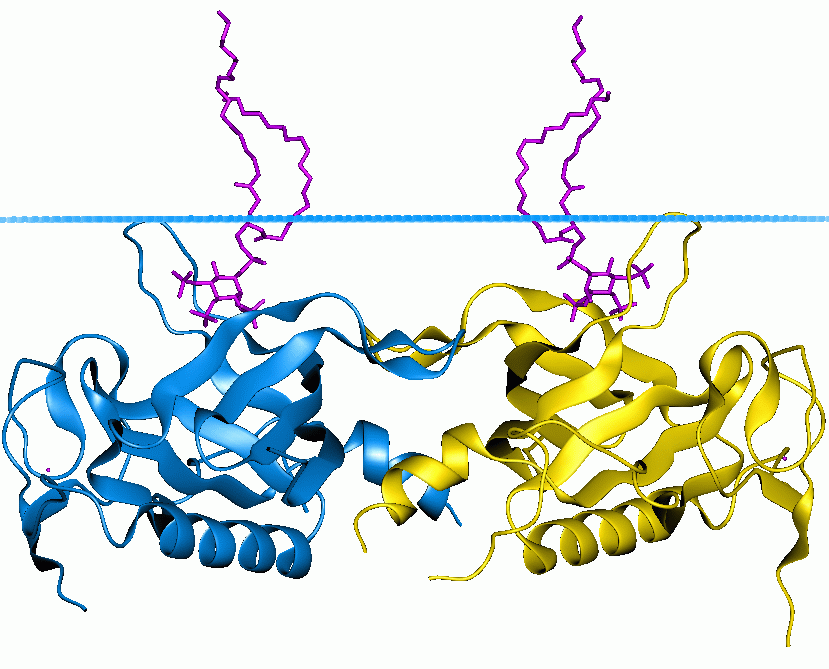
struktura

BTK (Brutonova tyrosinová kináza) je proteinová kináza kódována u lidí genem Btk. Je součástí Tec rodiny signálních nereceptorových kináz, které se podílí zejména na signalizaci B lymfocytů. BTK je aktivována po vazbě B-buněčného receptoru (BCR) na jeho antigen, a je důležitou součástí signalizační dráhy, která umožňuje vývoj B lymfocytů v kostní dřeni, a jejich pozdější aktivaci.

## Struktura
Jedná se o cytosolický protein o molekulární hmotnosti přibližně 76 kDa.
Je tvořena několika doménami, které jsou důležité pro její funkci. Obsahuje TH (Tec homology) doménu, kterou sdílí s ostatními členy Tec rodiny kináz, a také SH2 a SH3 domény, které jsou důležité pro její asociaci s dalšími signálními proteiny. Na C konci se nachází kinázová doména, a na N konci PH doména, která umožňuje lokalizaci BTK na membránu, kde může rekrutovat a aktivovat další signální proteiny.
Z konkrétních aminokyselinových zbytků jsou důležité zejména pozice Y223 a Y551. BTK je částečně aktivována fosforylací Tyr zbytku na pozici 551, a následně se plně aktivuje Tyr autofosforylací na pozici Y223, která je součástí SH3 domény.

## Funkce

### Role v BCR signalizaci
BTK se účastní signalizace downstream od BCR, a to jak během vývoje B buněk v kostní dřeni, tak během jejich pozdější aktivace antigenem.
Když BCR naváže svůj antigen, dochází k fosforylaci přidružených Igα/β řetězců na jejich motivech pomocí kinázy z rodiny Src. Na fosfoTyr zbytky těchto motivů se poté může vázat jiná kináza (z rodiny Syk), která fosforyluje další proteiny a propaguje tak signalizaci. Během B-buněčné signalizace také bývá aktivovaný membránový protein CD19. Jeho intracelulární část je při této aktivaci také fosforylována, a přivádí k membráně enzym PI3K. PI3K poté fosforyluje membránový lipid fosfatidylinositol-4,5-bisfosfát na (PIP2) na fosfatidylinositol-3,4,5-trisfosfát (PIP3). PIP3 obecně může sloužit jako vazebné místo proteinů, které obsahují PH doménu, včetně BTK. Tímto BTK asociuje s membránou, a je fosforylován na pozici Y551 Syk kinázou, a následně je plně aktivován autofosforylací.
Hlavní role BTK v BCR signalizaci je aktivace fosfolipázy Cγ (PLCγ). Tento enzym je k membráně také přiváděn vazbou na PIP3 pomocí své PH domény, a kromě toho také asociuje s proteinem SLP-65 – tím vzniká proteinový komplex tvořený SLP-65, PLCγ, a BTK. BTK poté může fosforylovat PLCγ, a tím ji aktivovat. Aktivace PLCγ je zásadní pro B-buněčnou signalizaci, jelikož její enzymatická aktivita vede k produkci druhých poslů (diacylglycerolu a IP3), které následně vedou ke spuštění několika signalizačních drah (zejména NFAT, NFκB, a MAPK), které vedou k aktivaci B buněk, a podporují jejich přežívání, např. indukcí exprese anti-apoptotických genů. Některé z těchto drah také mohou fungovat jako pozitivní zpětná vazba – např. NFκB zvyšuje expresi BTK.
Zdá se, že role BTK kinázy se může poněkud lišit u lidských a myších B buněk. To pramení především z pozorovaných rozdílů mezi lidskými pacienty s BTK deficiencí, a myšmi s BTK mutacemi nebo úplnou BTK delecí. U lidských pacientů dochází k zastavení vývoje B buněk v pre-B fázi – tyto buňky akumulují v kostní dřeni, a nejsou schopné ji opustit a dokončit svůj vývoj. Důsledkem je, že v periferní krvi těchto pacientů nenacházíme prakticky žádné protilátky ani zralé B buňky. Myši s mutacemi nebo celogenovými delecemi BTK mají oproti tomu pouze 50% redukci v hladině periferních B buněk, a jsou schopné v odpovědi na patogeny produkovat protilátky, které prošly izotypovým přesmykem. Je tedy možné, že BTK je u myší částečně redundantní, a jeho roli v BCR signalizaci může zastoupit nějaká jiná kináza.

### Další funkce
BTK je exprimována i v jiných buněčných typech, např. makrofázích, žírných buňkách, nebo dendritických buňkách, i když její role je zde daleko méně jasná. Zdá se, že u těchto buněk také stimuluje imunitní systém. Například bylo ukázáno, že je schopna interagovat s NLRP3 inflamazomem, a napomáhat v něm oligomerizaci proteinu ASC. U monocytů s mutovanou BTK byly prokázány transkriptomické změny – snížení exprese některých genů spojených s přirozenou imunitou, a naopak zvýšení exprese pro-apoptotických genů. 
Kromě toho má BTK také další funkce v samotných B buňkách – skrze BTK v nich signalizují např. Fcγ receptory, BAFF receptory, Toll-like receptory, a chemokinové receptory CXCR4 a CXCR5, které regulují B-buněčnou migraci.

## Klinický význam

### XLA (X-vázaná agamaglobulinemie)
Inaktivační mutace v BTK byly již v 50. letech minulého století identifikovány jako příčina X-vázané agamaglobulinémie (XLA). XLA byla první popsaná primární imunodeficience, a patří mezi ty nejčastější. Mutace, které mohou vést k XLA, byly identifikovány ve všech doménách BTK. Protože gen pro BTK se nachází na X chromozomu, postižení jsou téměř vždy chlapci. Pacienti trpí závažnými infekcemi způsobenými extracelulárními bakteriemi (zejména S. pneumoniae nebo H.influenzae), a často jsou opakovaně hospitalizovaní. Odpověď proti virům však zůstává normální, jelikož za boj proti těmto infekcím jsou především zodpovědné T lymfocyty a NK buňky, které nejsou mutacemi v BTK ovlivněny.

### Rakovina
Nadměrná aktivace BCR je typická pro mnoho B-buněčných nádorových onemocnění. Nádorové B buňky si expresi BCR v naprosté většině případů uchovávají, protože její aktivace podporuje jejich proliferaci a přežívání. Z tohoto důvodu jsou komponenty signalizace B-buněčného receptoru slibnými cíli pro targetování rakovinných buněk.
První specifický inhibitor BTK, ibrutinib, začal být používán v klinické praxi u pacientů trpících chronickou lymfocytární leukémií v roce 2016. Tato malá molekula se ireverzibilně váže na katalytickou doménu BTK, a inhibuje ji, což dále vede k inhibici několika signalizačních drah, které podporují přežívání B buněk.